# Герус, Андрей Андреевич
Андре́й Андре́евич Ге́рус — украинский военный, капитан, участник обороны Украины от российского вторжения. Герой Украины (2022).

## Биография
Указном президента Украины от 28 февраля 2022 года «за особое мужество и героизм, проявленные при защите государственного суверенитета и территориальной целостности Украины, верность воинской присяге» был удостоен звания Героя Украины с вручением ордена «Золотая Звезда».
По сообщению украинских властей, во время вторжения России на Украину Андрей Герус сбил российский Ил-76 над городом Кропивницкий, чем предотвратил высадку российского десанта с вооружением.